# Супер дівчина
Супер дівчина (англ. The Extra Girl) — американська кінокомедія Ф. Річарда Джонса 1923 року з Мейбл Норманд в головній ролі.

## Сюжет
Провінційна дівчина мріє стати кіноактрисою і відправляється в Голівуд. Її мрії розбиваються об жорстоку реальність, але вона знайде своє щастя.

## У ролях
- Мейбл Норманд — Сью Грем
- Ральф Грейвз — Дейв Гіддінгс
- Джордж Ніколс — Захарія «Па» Грем
- Анна Додж — Мері «Ма» Грем
- Вернон Дент — Аарон
- Ремсі Воллес — Т. Філіп Гакетт
- Шарлотта Міно — Белі Браун
- Мері Мейсон — актриса
- Макс Девідсон — Тейлор
- Луїз Карвер — мадам Маккарті
- Вільям Десмонд — камео
- Карл Стокдейл — режисер
- Гаррі Гріббон — комедійний режисер
- Елсі Террон — актриса
- Біллі Беван — комедіант